# أبجدية فينيقية
الأبجدية الفينيقية (الكنعانية) من أقدم الكتابات الأبجدية تتألف من 22 حرفاً تتبع ترتيب (أبجد هوز حطي كلمن سعفص قرشت) وتكتب من اليمين إلى اليسار، واستخدمت في المنطقة الساحلية لشرقي البحر المتوسط في الفترة من القرن الحادي عشر قبل الميلاد وحتى القرن الخامس قبل الميلاد (والأصح ما بين 1200 و500 قبل الميلاد أي العصر الذهبي لكنعان-فينيقيا)
ولم تقتصر الكتابة بها على اللغة الفينيقية الكنعانية وإنما استخدمت في كتابة أغلب اللغات السامية الشمالية الغربية.

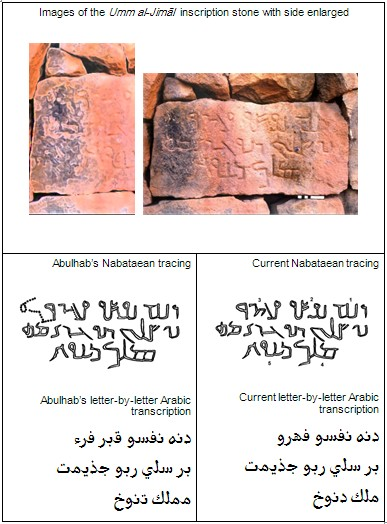
صور وخطوط أم الجمال

## الحروف
جدول يبين الحرف الفينيقي مع اسمه الكنعاني ومعناه ومقابله من الحرف العربي
| فينيقي صورة | فينيقي نص | اسم                                            | عربي |
| ----------- | --------- | ---------------------------------------------- | ---- |
| Aleph       | 𐤀         | ألف أو أولف وتعني رأس الثور                    | ا    |
| Beth        | 𐤁         | بيت أو بيْت وتعني البيت                         | ب    |
| Gimel       | 𐤂         | گمل أو جْكُمل أو جغمل وتعني الجمل                | ج    |
| Daleth      | 𐤃         | داليث أو دْلآت أو دلت وتعني الباب أو قفل الباب  | د    |
| He          | 𐤄         | هي أو هيه وتعني التهليل وما يصدر عن الصلاة     | هـ   |
| Waw         | 𐤅         | واو... أو وو وتعني النصر أو ما يصدر عن الندب   | و    |
| Zayin       | 𐤆         | زين أو زيّين وتعني السيف كما تعني الزينة        | ز    |
| Heth        | 𐤇         | حيط أي الحائط أو السياج                        | ح    |
| Teth        | 𐤈         | طيت أو طاء وتعني الطاقة أي النافذة الصغيرة     | ط    |
| Yodh        | 𐤉         | يود أي اليد أو الذراع                          | ي    |
| Kaph        | 𐤊         | كاف أو كوف أي كف اليد                          | ك    |
| Lamedh      | 𐤋         | لامد أو لَمَدْ أي اللمّاد مسّاس البقر               | ل    |
| Mem         | 𐤌         | ميم وتلفظ مِيَمْ أي الماء الكثير أو اليم أي البحر | م    |
| Nun         | 𐤍         | نون وتعني الحوت                                | ن    |
| Samekh      | 𐤎         | سامك أو سمكْخْ ولفظها صعب وتعني السمك            | س    |
| Ayin        | 𐤏         | عين أي العين                                   | ع    |
| Pe          | 𐤐         | پي/في أو الأصح پْفِي أو بفاه أي الفاه أي الفم    | ف    |
| Sade        | 𐤑         | صاده والأصح تْصادِهْ أي الصياد                    | ص    |
| Qoph        | 𐤒         | قوف أو قاف وتعني قصبة الكتابة                  | ق    |
| Res         | 𐤓         | ريش وتلفظ رأس أو روش أي الرأس س=ش              | ر    |
| Sin         | 𐤔         | شين أي قوس النشاب أو ما شابه                   | ش    |
| Taw         | 𐤕         | تاو علامة التقاطع وهي حرف التاء                | ت    |

## أطوارها
قسم علماء الآثار واللغويات الأبجدية الفينيقية إلى ثلاث مراحل رئيسة هي:

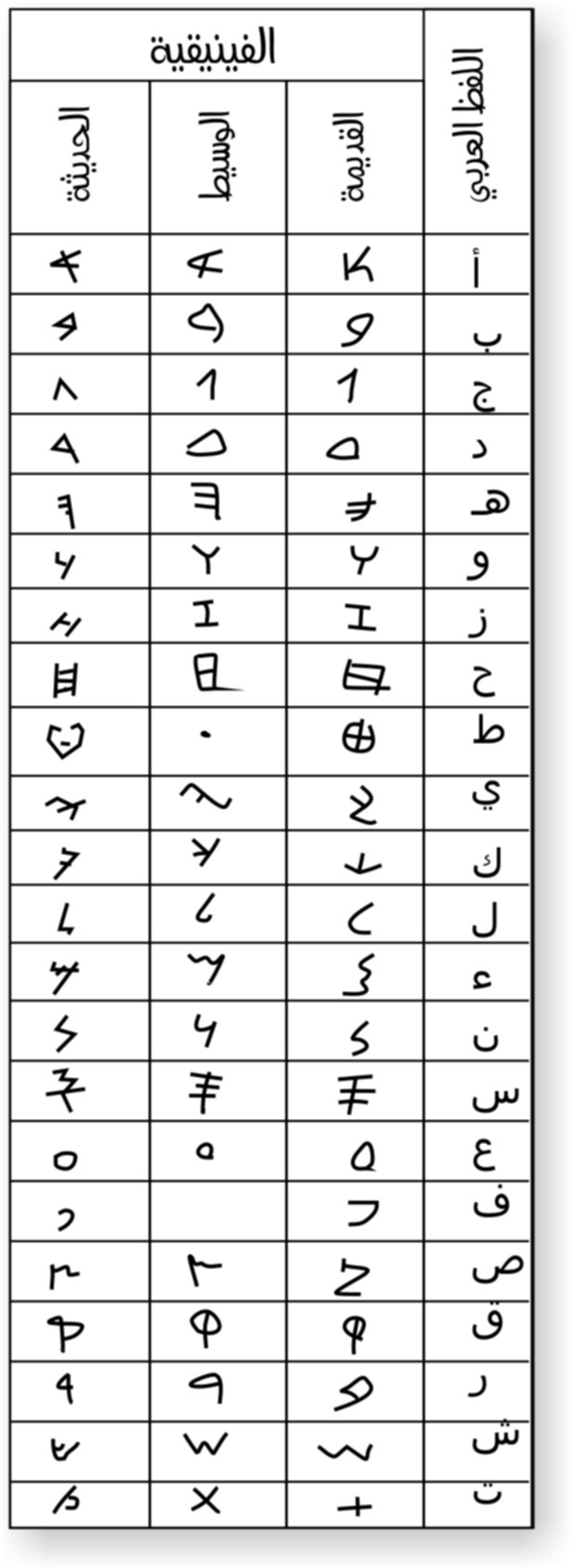
مقارنة العربية بالأبجدية الفنيقية بأطوارها الثلاث

### الخط الفينيقي القديم
وهو الخط، الذي كُتبت به النصوص الملكية في جبيل (11ق.م - 9 ق.م)، مثل نص الملك أحيرام، ونص عُثر عليه في سردينيا· وأبرز ما يميزه أن الحرف كان قويًا وكثيفًا، وأميل إلى الانكسار. وكان يستعمل خطاً عمودياً للفصل بين الكلمات.

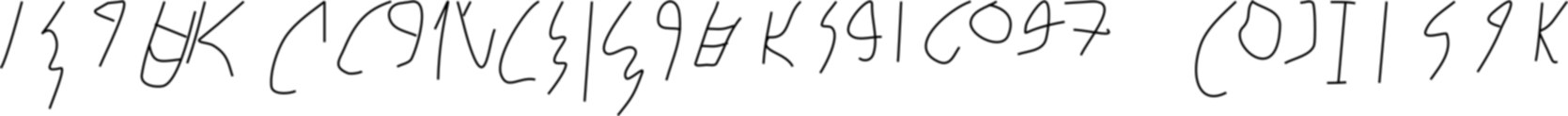
السطر الأول من الكتابة على قبر احيرام

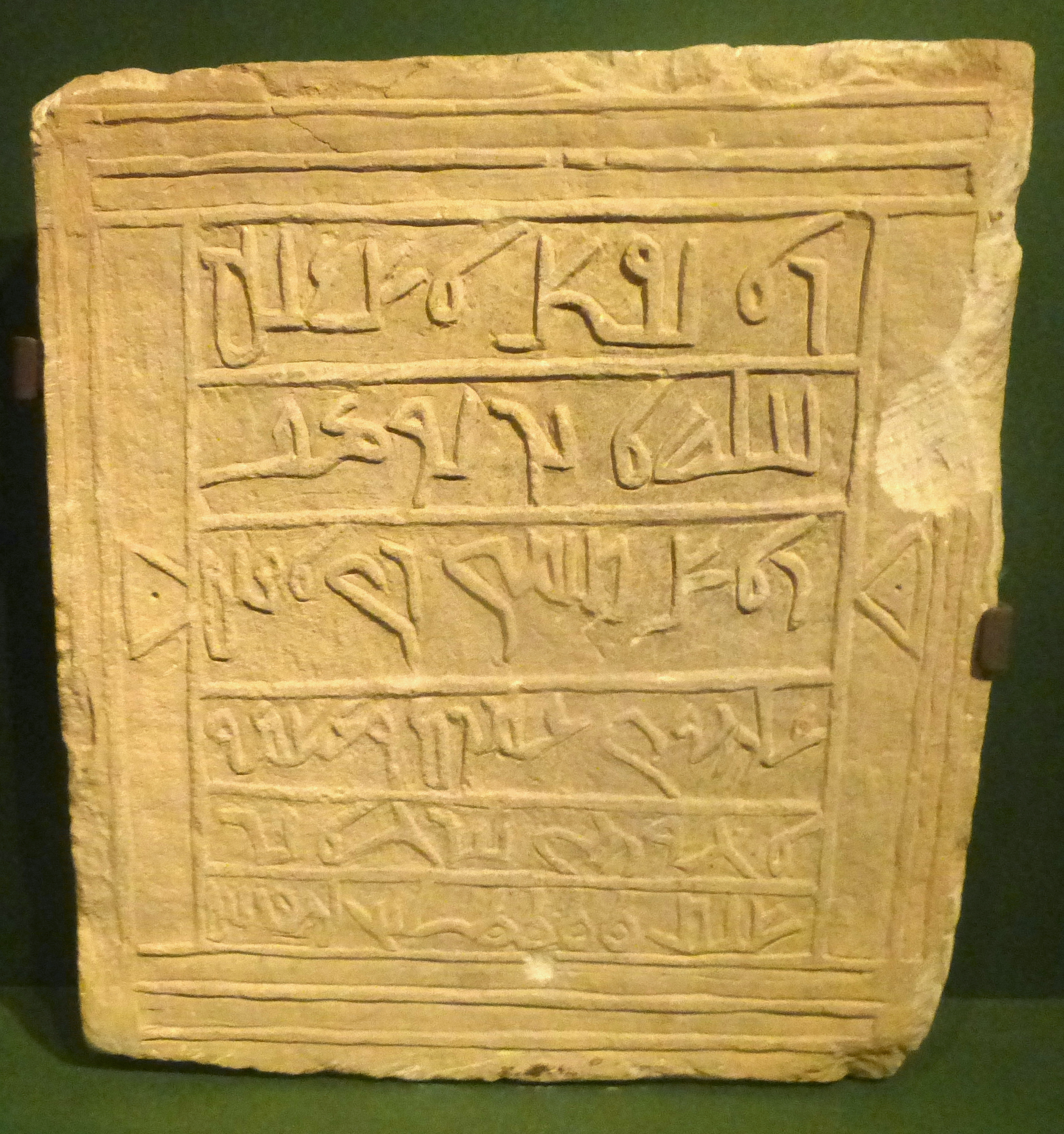
لوح مكتوب عليه أبجدية نبطية

|                       | نقش احيرام |
| --------------------- | --- |
| السطر الأول الفينيقي  | ز ف ع ل \| (أ) ت ب ع ل \| ب ن أ ح ر م\| م ل ك ج ب ل \| ل أ ح ر م \| أ ب هـ \| ك ش ت هْـ \| ب ع ل |
| السطر الأول العربي    | هذا (التابوت) فعل (صنع) إيتوبعل بن احيرام ملك جبيل، لأبيه احيرام، لمّا سجاه إلى الأبد. |
| السطر الثاني الفينيقي | م ل ك \| ب م ل ك م \| وس ك ن \| ب س (ك) ن م \| وت م أ \| م ح ف ت ع ل ي \| ج ب ل \| وي ج ل \| أ ر ن \| ز ن \| ت ح ت س ك \| ح ط ر \| م ش ف ط هـ \| ت هـ ت ف ك \| ك س أ \| م ل ك هـ \| ون ح ت \| ت ب ر ح \| ع ل \| ج ب ل \| وهـ أ \| ي م ح س ف ر هـ \| ل ف ف \| ش ب ل |
| السطر الثاني العربي   | لكن إذا ملك من الملوك أو حاكم بين الحكام، أو قائد جيش، زحف إلى جبيل، وأزاح هذا التابوت، فسوف تكسر عصا سلطته، ويقلب كرسي عرشه، ويزول السلام عن جبيل، وسوف يُمحى نقشه بحد السيف.                                                                                      |

### الخط الفينيقي المتوسط
وهو الخط الذي كُتبت به معظم النقوش الفينيقية (9ق.م - 6ق.م)، ويمتاز هذا الخط، باستطالة الحروف إلى الأعلى أو إلى الأسفل، وبعض حروفها تأخذ اتجاهًا واضحًا نحو اليمين أو اليسار، مما يسمح بتميز الحروف التي غالبًا ما تلتبس فيما بينها· ويلحظ عدم وجود فواصل بين الكلمات، كما كان مستخدمًا في الخط الفينيقي القديم. وهذه النقوش المكتوبة بهذا الخط عُثر عليها في فينيقيا، وسوريا، واليونان، ومالطا،,مصر وسردينيا، وإسبانيا، وإيطاليا، ونورد هنا مثالاً على هذا الخط القديم، الذي يعود إلى القرن السادس قبل الميلاد. وقد عُثر عليه في صيدا سنة 1887 ويعرف بنص «تبنت» ملك صيدا.
|                       | نص تبنت الفينيقي                                                             |
| --------------------- | ---------------------------------------------------------------------------- |
| السطر الأول الفينيقي  | أ ن ك ت ب ن ت ك هـ ن ع ش ت ر ت م ل ك ص د ن م ب ن                             |
| السطر الأول العربي    | أنا تبنت كاهن عشترت ملك الصيدونيين ابن                                       |
| السطر الثاني الفينيقي | ا ش م ن ع ز ر ك هـ ن ع ش ت ر ت م ل ك ص د ن م ش ك ب ب أ ر ن                   |
| السطر الثاني العربي   | أشمن عزر كاهن عشترت ملك الصيدونيين : أرقد بالتابوت                           |
| السطر الثالث الفينيقي | ز م ي أ ت ك ل أ د م أ ش ت ف ق أ ي ت هـ أ ر ن ز أ ل أ ل ت                     |
| السطر الثالث العربي   | لتكن من أنت : كل آدمي يطأ فوق هذا التابوت ( زال ؟ ) . لا تـ ...              |
| السطر الرابع الفينيقي | ف ت ح ع ل ت ي وأ ل ت ر ج ز ن ك أ ي أ ر (د) ل ن ك س ف أ ي أ د (ر) ل ن         |
| السطر الرابع العربي   | ... ـفتح عليَّ ولا ترجزني، لأنه لا أحد أدى لنا فضة، لا أحد أدى لنا             |
| السطر الخامس الفينيقي | ح ر ص وك ل م ن م م ش د ب ل ت أ ن ك ش ك ب ب أ ر ن وأ ل أ ل ت ف ت              |
| السطر الخامس العربي   | ذهباً أو أي شيء ثمين، بل أنا أرقد بالتابوت . لا تفتـ ...                      |
| السطر السادس الفينيقي | ح ع ل ت ي وأ ل ت ر ج ز ن ك ت ع ب ت ع ش ت ر ت هـ د ب ر هـ أ وأ م ف ت          |
| السطر السادس العربي   | ... ـح عليَّ ولا ترجزني، لأن هذا العمل فظيع عند عشترت . وإن فتـ ...            |
| السطر السابع الفينيقي | ح ت ف ت ح ع ل ت ي ور ج ز ت ر ج ز ن ي (ك) ن ل (ك) ز ر ع ب ح ي م ت ح ت ش م     |
| السطر السابع العربي   | ... ـحاً تفتح عليَّ ورِجزاً ترجزني فلن تكون لك ذرية ( زرع ) بالحياة تحت الشمـ ... |
| السطر الثامن الفينيقي | س وم ش ك ب أ ت ر ف أ م                                                       |
| السطر الثامن العربي   | ... ـس ولا رقود بين الأموات                                                  |

### الخط الفينيقي الحديث
| حرف    | حرف | اسم   | معنى                           | صوت          | أصل | الحرف المقابل في الأبجدية أو الألفبائية | الحرف المقابل في الأبجدية أو الألفبائية | الحرف المقابل في الأبجدية أو الألفبائية | الحرف المقابل في الأبجدية أو الألفبائية | الحرف المقابل في الأبجدية أو الألفبائية | الحرف المقابل في الأبجدية أو الألفبائية | الحرف المقابل في الأبجدية أو الألفبائية | الحرف المقابل في الأبجدية أو الألفبائية | الحرف المقابل في الأبجدية أو الألفبائية |
| صورة   | نص  | اسم   | معنى                           | صوت          | أصل | العبرية                                 | السريانية                               | العربية                                 | العربية الجنوبية القديمة                | الجعزية                                 | اليونانية                               | اللاتينية                               | الكيريلية                               |                                         |
| ------ | --- | ----- | ------------------------------ | ------------ | --- | --------------------------------------- | --------------------------------------- | --------------------------------------- | --------------------------------------- | --------------------------------------- | --------------------------------------- | --------------------------------------- | --------------------------------------- | --------------------------------------- |
| Aleph  | 𐤀   | آلپ   | ثور (وكذلك فواصل أدوات القياس) | ʾ [[[\|ʔ]]]  | 𓃾   | بني شراحيل                              | بني شراحيل                              | ا                                       | بني شراحيل                              | بني شراحيل                              | Αα                                      | Aa                                      | Аа                                      |                                         |
| Beth   | 𐤁   | بات ‏  | بيت                            | b [[[\|b]]]  | 𓉐   | بيت ‏                                    | بيت ‏                                    | ب ‏                                      | بيت ‏                                    | بيت ‏                                    | Ββ                                      | Bb                                      | Бб, Вв                                  |                                         |
| Gimel  | 𐤂   | جيم ‏  | رمح/جمل                        | g [[[\|ɡ]]]  |     | جيم ‏                                    | جيم ‏                                    | ج ‏                                      | جيم ‏                                    | جيم ‏                                    | Γγ                                      | Cc, Gg                                  | Гг, Ґґ                                  |                                         |
| Daleth | 𐤃   | دالت ‏ | باب                            | d [[[\|d]]]  | 𓇯   | دالت ‏                                   | دالت ‏                                   | د ‏, ذ                                   | دالت ‏                                   | دالت ‏                                   | Δδ                                      | Dd                                      | Дд                                      |                                         |
| He     | 𐤄   | هآ ‏   | نافذة                          | h [[[\|h]]]  | 𓀠   | هي ‏                                     | هي ‏                                     | ه ‏                                      | هي ‏                                     | هي ‏                                     | Εε                                      | Ee                                      | Ее, Єє, Ээ                              |                                         |
| Waw    | 𐤅   | واو ‏  | خطاف                           | w [[[\|w]]]  |     | واو ‏                                    | واو ‏                                    | و ‏                                      | واو ‏                                    | واو ‏                                    | (Ϝϝ), Υυ                                | Ff, Uu, Vv, Yy, Ww                      | (Ѵѵ), Уу, Ўў                            |                                         |
| Zayin  | 𐤆   | زاين ‏ | سلاح                           | z [[[\|z]]]  |     | زين ‏                                    | زين ‏                                    | ز ‏                                      | زين ‏                                    | زين ‏                                    | Ζζ                                      | Zz                                      | Зз                                      |                                         |
| Heth   | 𐤇   | حاث ‏  | جدار، فناء                     | ḥ [[[\|ħ]]]  | 𓉗   | هيث ‏                                    | هيث ‏                                    | ح ‏, خ                                   | هيث ‏, 𐩭                                 | هيث ‏, ኀ                                 | Ηη                                      | Hh                                      | Ии, Йй                                  |                                         |
| Teth   | 𐤈   | طيت ‏  | عجلة/جيد                       | ṭ [[[\|tˤ]]] | 𓄤   | تيث ‏                                    | تيث ‏                                    | ط ‏, ظ                                   | تيث ‏                                    | تيث ‏                                    | Θθ                                      | —                                       | (Ѳѳ)                                    |                                         |
| Yodh   | 𐤉   | يود ‏  | يد                             | y [[[\|j]]]  | 𓂝   | يود ‏                                    | يود ‏                                    | ي ‏                                      | يود ‏                                    | يود ‏                                    | Ιι                                      | Ii, Jj                                  | I منقط (السيريلية)і, Її, Јј             |                                         |
| Kaph   | 𐤊   | كاف ‏  | راحة (اليد)                    | k [[[\|k]]]  | 𓂧   | كاف ‏                                    | كاف ‏                                    | ك ‏                                      | كاف ‏                                    | كاف ‏                                    | Κκ                                      | Kk                                      | Кк                                      |                                         |
| Lamedh | 𐤋   | لامد ‏ | مهماز                          | l [[[\|l]]]  | 𓌅   | لام ‏                                    | لام ‏                                    | ل ‏                                      | لام ‏                                    | لام ‏                                    | Λλ                                      | Ll                                      | Лл                                      |                                         |
| Mem    | 𐤌   | مام ‏  | ماء                            | m [[[\|m]]]  | 𓈖   | ميم ‏                                    | ميم ‏                                    | م ‏                                      | ميم ‏                                    | ميم ‏                                    | Μμ                                      | Mm                                      | Мм                                      |                                         |
| Nun    | 𐤍   | نون ‏  | ثعبان                          | n [[[\|n]]]  | 𓆓   | نون ‏                                    | نون ‏                                    | ن ‏                                      | نون ‏                                    | نون ‏                                    | Νν                                      | Nn                                      | Нн                                      |                                         |
| Samekh | 𐤎   | سامك ‏ | سمكة، جد                       | s [[[\|s]]]  | 𓊽   | سيمخ ‏                                   | سيمخ ‏, سيمخ ‏                            | —                                       | 𐩪                                       | ሰ                                       | Ξξ, poss. Χχ                            | poss. Xx                                | (Ѯѯ), poss. Хх                          |                                         |
| Ayin   | 𐤏   | عين ‏  | عين                            | ʿ [[[\|ʕ]]]  | 𓁹   | عين ‏                                    | عين ‏                                    | ع ‏, غ                                   | عين ‏                                    | عين ‏                                    | Οο, Ωω                                  | Oo                                      | Оо                                      |                                         |
| Pe     | 𐤐   | بي ‏   | فم                             | p [[[\|p]]]  | 𓂋   | بي ‏                                     | بي ‏                                     | ف ‏                                      | بي ‏                                     | بي ‏                                     | Ππ                                      | Pp                                      | Пп                                      |                                         |
| Sadek  | 𐤑   | صاد ‏  | صيد/بردية                      | ṣ [[[\|sˤ]]] |     | صاد ‏                                    | صاد ‏                                    | ص ‏, ض                                   | صاد ‏                                    | صاد ‏, ጰ, ፀ                              | (Ϻϻ)                                    | —                                       | Цц, Чч, Џџ                              |                                         |
| Qoph   | 𐤒   | قوف ‏  | ثقب ابرة                       | q [[[\|q]]]  | 𓃻   | قوف ‏                                    | قوف ‏                                    | ق ‏                                      | قوف ‏                                    | قوف ‏                                    | (Ϙϙ), poss. Φφ, Ψψ                      | Qq                                      | (Ҁҁ)                                    |                                         |
| Res    | 𐤓   | راش   | رأس                            | r [[[\|r]]]  | 𓁶   | ريش من الأبجديات الساميّة                | ريش من الأبجديات الساميّة                | ر                                       | ريش من الأبجديات الساميّة                | ريش من الأبجديات الساميّة                | Ρρ                                      | Rr                                      | Рр                                      |                                         |
| Sin    | 𐤔   | شين ‏  | سن                             | š [[[\|ʃ]]]  | 𓌓   | شين ‏                                    | شين ‏                                    | ش ‏, س ‏                                  | شين ‏                                    | ሠ                                       | Σσς                                     | Ss                                      | Сс, Шш, Щщ                              |                                         |
| Taw    | 𐤕   | طاو ‏  | طابع، علامة                    | t [[[\|t]]]  |     | طاو ‏                                    | طاو ‏                                    | ت ‏, ث                                   | طاو ‏                                    | طاو ‏, ፐ (?)                             | Ττ                                      | Tt                                      | Тт                                      |                                         |

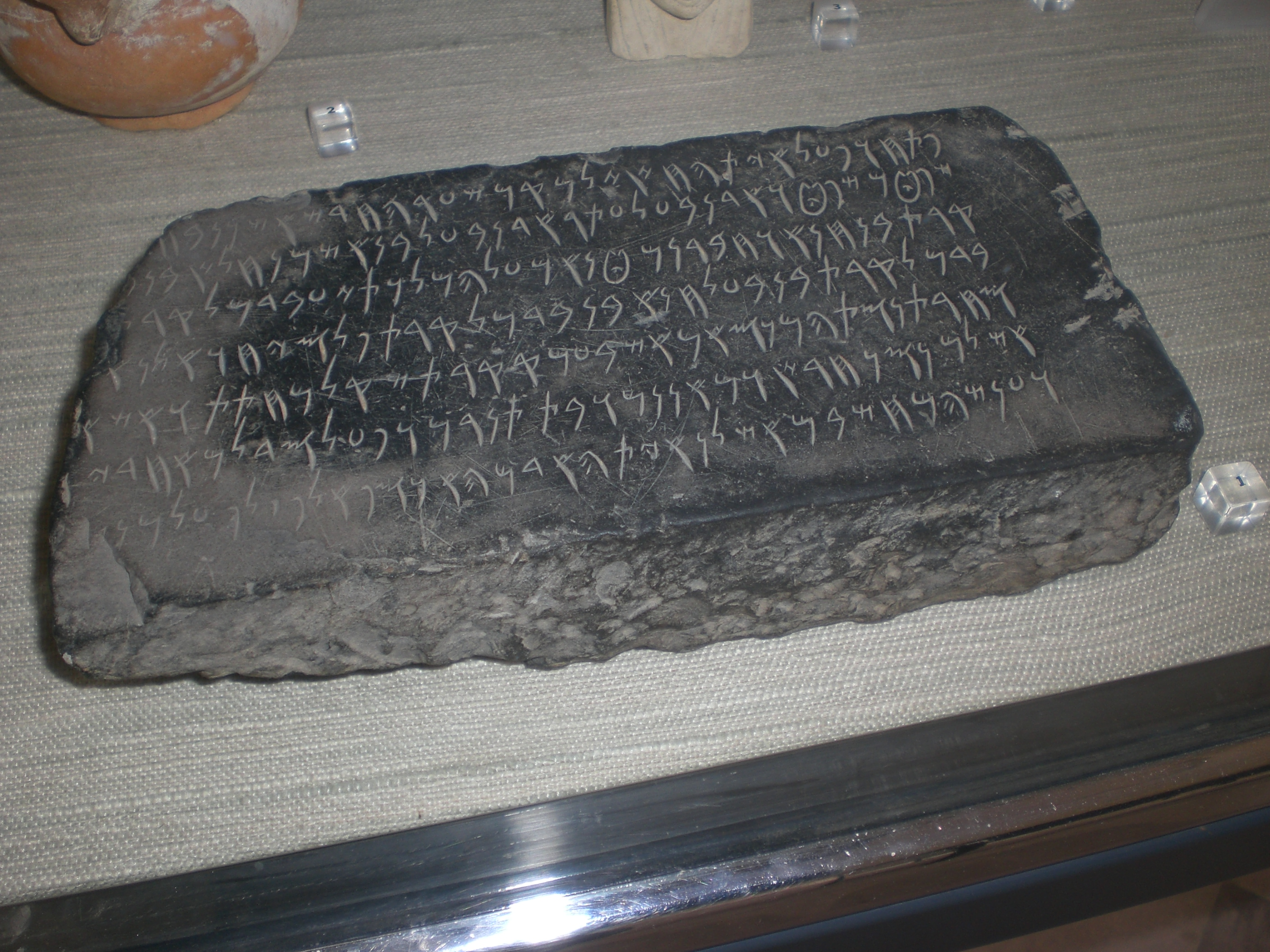
لوحة تحوي كتابة بونيقية (المتحف الوطني بقرطاج، قرطاج، تونس)

النصوص المكتوبة بـالخط الفينيقي الحديث أو الخط البونيقي قليلة جدًا (القرن الخامس ق.م. - القرن الأول الميلادي)، وأكثرها على العملات النقدية، وجاءت فيها أشكال الحروف متشوهة.
ويعود أقدم نصوصه إلى القرن الرابع ق.م. واستمرت حتى عام 146 ق.م.، وهو تاريخ سقوط قرطاج بيد الرومان[ ؟ ]. وقد كتبت نصوص الخط الفينيقي المتأخر بلهجة عُرفت باسم اللهجة البونيقية، وهي لهجة متطورة عن الفينيقية المتوسطة واليونانية، حيث ظهرت لهجة جاءت متأثرة باليونانية، وهذا الاحتكاك أدى إلى ضعف النطق بأصوات الحلق في البونية الحديثة، فحدث خلط بين حرفي العين والهمزة، والحاء والهاء.

## وصلات
- Ancient Scripts.com (فينيقية)
- Omniglot.com (أبجدية فينيقية)
- مستند معايير يونيكود رسمي للفينيقي (ملف PDF)
- خطوط جنو حرة يونيكود عائلة خطوط مع مجموعة فينيقية بوجوه مذيلة.